# Уссурийский зуёк
Уссури́йский зуёк (лат. Charadrius placidus) — вид птиц рода зуйки (Charadrius) из семейства ржанковых (Charadriidae).
Небольшая птица размером с воробья, обитающая на галечниковых побережьях рек и озёр. Перелётная птица.
Окраска верхней стороны тела буровато-серая, нижняя сторона тела белая, на зобе имеется поперечная полоса чёрного цвета. Темя черноватое, на лбу чёрная полоса и белое пятно, доходящее до клюва, надклювье чёрное, вокруг глаз жёлтое кольцо.
Издаёт резкий и короткий крик «пип».
Гнездо зуйка выглядит как небольшое углубление в песке, иногда с валиком из камушков. В кладке четыре яйца желтоватого цвета с тёмными точками.